# Ioannis Malokinis
Ioannis Malokinis (en grec Ιωάννης Μαλοκίνης, El Pireu, 1880 - 1942) va ser un nedador grec que va prendre part en els Jocs Olímpics de 1896, a Atenes.
Malokinis va prendre part en la prova dels 100 metres lliures destinats a mariners. Acabà en primera posició de la cursa, amb la qual cosa aconseguí la medalla d'or. Amb tot el seu triomf i la validesa de la medalla és més que discutit, ja que la prova sols estava oberta a nedadors grecs i a més va nedar els 100 metres un minut més lent que Alfréd Hajós, vencedor de la cursa dels 100 metres lliures.